# Alice and the Dog Catcher
Série Alice Comedies
Alice's Fishy Story
(1924) Alice the Peacemaker
(1924)
Pour plus de détails, voir Fiche technique et Distribution.
Alice and the Dog Catcher est un court métrage d'animation américain muet de la série Alice Comedies sorti en 1924.

## Synopsis
Alice est confrontée à un agent de la fourrière canine transformant les animaux qu'il attrape en saucisses.

## Fiche technique
- Titre original : Alice and the Dog Catcher
- Série : Alice Comedies
- Réalisation : Walt Disney
- Animation : Walt Disney, Rollin Hamilton
- Encrage et peinture : Lillian Bounds, Kathleen Dollard
- Photographie  : Harry Forbes
- Montage : Margaret J. Winkler
- Production : Margaret J. Winkler
- Société de production : Disney Brothers Studios
- Société de distribution : Margaret J. Winkler (1924)
- Pays :  États-Unis
- Format d'image : noir et blanc - 35 mm - 1,37:1 - muet
- Genre : animation et prises de vues réelles
- Durée : 12 min 26[1]
- Date de sortie : 1er juillet 1924 (États-Unis)

Source : Walt in Wonderland

## Distribution
- Virginia Davis : Alice
- Leon Holmes : Tubby O'Brien
- Tommy Hicks : Fat Kid
- Spec O'Donnell
- Joe Allen : l'agent de la fourrière

## Commentaires
Ce film est le dernier du contrat initial entre Walt Disney et Margaret Winkler. Entré en production en avril 1924, il a été expédie le 3 juin 1924 et présenté en avant-première au Bard's Hollywood Theatre à Los Angeles. 